# Jacques-Oudart Fourmentin
Jacques-Oudart Fourmentin (Boulogne-sur-Mer, 22 februari 1764 - Boulogne-sur-Mer, 10 januari 1848), ook wel baron Bucaille genoemd, was een Franse kaper tijdens het Eerste Franse Keizerrijk.

## Vroege leven
Fourmentin werd in 1764 te Boulogne-sur-Mer in een vissersfamilie geboren. Zijn vader stierf toen hij acht jaar oud was, een jaar nadat hij scheepsjongen was geworden. Fourmentin deed dus al van zeer jonge leeftijd ervaring op in de visserij, koopvaardij en bij de Franse marine. Hij nam deel aan het beleg van Gibraltar in 1779-1783. Vervolgens werd hij 'patron-pêcheur'. Op 7 december 1794 huwde Fourmentin met Marie Jacqueline Delpierre. Ze kregen samen zes kinderen.

## Kaapvaart
Door de Franse Revolutie, de oorlog met Engeland en de Engelands maritieme blokkade diende Fourmentin een nieuwe bron van inkomsten te zoeken. Hij ging aan het werk op een kaperschip. Tijdens zijn eerst kaapvaart werd hij gevangen genomen maar kon ontsnappen. Mede dankzij zijn jarenlange ervaring werd hij kapitein van het kaperschip Furet. De reders waarvoor Fourmentin werkte waren onder de indruk van zijn kunnen en lieten een groter schip voor hem bouwen, de Rusé. Ook daarmee bleef hij lang op zee en kaapte hij vele schepen.
Fourmentins tactiek bestond erin bij nacht en ontij aan te vallen. Dit kostte veel energie en hij accepteerde een rustigere functie in Le Havre. Nadat zijn broer Denis door de Engelsen werd gedood zocht Fourmentin echter wraak. Hij perfectioneerde zijn verrassingstechnieken en jaagde, eerst met de L'Adolphe en later met de L'Étoile, op de Engelsen. Die deden er alles aan om hem te pakken te krijgen doch slaagden daar niet in. Hierdoor ging men hem Bucaille noemen, naar bucailler, een woord dat in het Boulognes dialect "een zware slag toebrengen" betekende.
Op 15 augustus 1801 stond Fourmentin admiraal Latouche-Reville bij in de zeeslag tegen de vloot van Nelson. Hij verleende ook Napoleon advies. In 1804 werd Fourmentin in het Legioen van Eer opgenomen. Hij werd daarna 'baron Bucaille' genoemd. Fourmentin bleef varen tot na de slag bij Trafalgar. Niet lang daarna liet hij de kaapvaart op vraag van zijn vrouw voor wat ze was. Op 28 mei 1809 werd hij tot ridder in de Empireadel geslagen.

## Nalatenschap
Fourmentin werd als een intelligente, dappere kapitein en iemand die zijn gevangenen menselijk behandelde herinnerd. Hij zou in totaal negenennegentig schepen hebben gekaapt, net geen honderd, iets wat hem altijd is blijven dwars zitten. Hij overleed in 1848 op 83-jarige leeftijd.
In 2007 werd een Frans douaneschip naar hem vernoemd en in 2014 werden twee postzegels met 'baron Bucaille' uitgebracht.

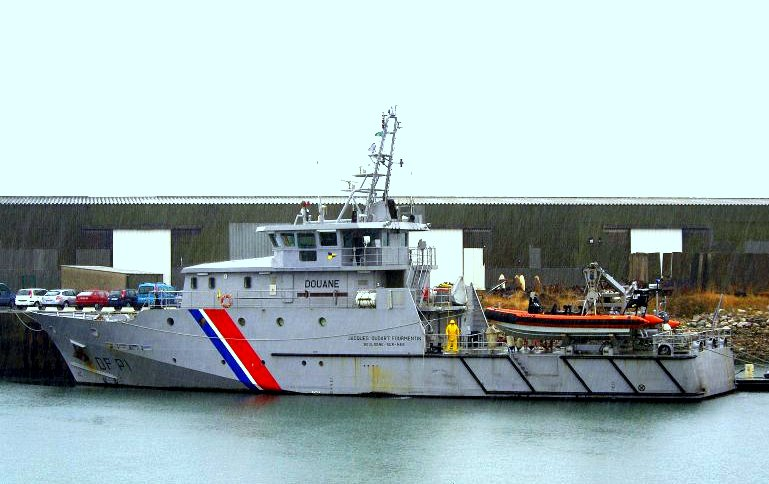

- Base Léonore: LH//1013/10